# Konjo (langue bantoue)
Pour les articles homonymes, voir Konjo.
Ne doit pas être confondu avec Konjo de la côte ni Konjo des montagnes, des langues d’Indonésie.
Le konjo, ou lhukonzo, est une langue de l’Ouganda. Ses locuteurs sont au nombre de 362 000 (1992). Il est parlé dans le sud-ouest du pays, dans la région des monts Ruwenzori. Il est également parlé en République démocratique du Congo.
Le konjo est une langue du groupe bantou dans la famille des langues nigéro-congolaises. Il a 77 % de lexique en commun avec le nande.

## Écriture
| a | b | d | e | f | g | h | i | k | l | m | n | o | p | q | r | s | t | u | v | w | y | z |

| a  | b  | bb  | d  | e  | f  | g | gh | gy | h | i | ï  | k  | ky | l | lh | m | mb | n |
| nd | ng | ngy | nt | ny | nz | o | p  | r  | s | t | th | ts | u  | ü | v  | w | y  | z |